# Если бы я был королём (фильм)
«Если бы я был королём» (англ. If I Were King) — американский исторический фильм режиссёра Фрэнка Ллойда, вышедший на экраны в 1938 году. Сценарий Престона Стёрджеса основан на одноимённых пьесе и романе Джастина Хантли Маккарти (1901).

## Сюжет
Король Франции Луи XI (Бэзил Рэтбоун) в отчаянном положении. Бургундцы осадили Париж, а в ближайшем окружении завёлся предатель. Переодевшись, король отправляется в таверну, чтобы узнать, кто получается письма от врагов. Здесь он сталкивается с поэтом Франсуа Вийоном, укравшим продукты с королевского склада. Вийон критикует короля и хвастает, насколько было бы лучше, если бы на месте Луи был он.
Предателем оказывается коннетабль Франции Д’Оссиньи (Джон Мильян), но попасть в руки правосудия он не успевает: Вийон убивает его в схватке. Ради шутки Луи назначает новым коннетаблем Вийона, тайно планируя казнить его через неделю.
Низкое происхождение нового придворного остается в секрете, и Вийон влюбляется в фрейлину Катрин Девосель (Фрэнсис Ди), которая отвечает ему взаимностью. Однако король сообщает Вийону, что того ждет смерть, и Вийон сбегает. Но в это же время бургундцы ломают городские ворота, и Вийон собирает ополчение, изгоняет врагов и прекращает осаду города. Вынужденный мириться с наглостью Вийона, но не желая в дальнейшем терпеть его дерзости, Луи оставляет его в живых и навсегда изгоняет его из Парижа. Вийон уходит пешком, а за ним, в повозке, следует Катрин.

## В ролях
- Рональд Колман — Франсуа Вийон
- Бэзил Рэтбоун — король Луи XI
- Фрэнсис Ди — Катрин Девосель
- Эллен Дрю — Южетт, подружка Вийона
- Джон Мильян — коннетабль Франции Тибо Д’Оссиньи
- Уильям Фарнум — генерал Барбезье
- Хизер Тэтчер — королева

## Производство
Подготовка к съёмкам фильма во Франции заняла девять месяцев. С разрешения правительства Франции была создана копия королевского трона из Лувра.
Писал ли Престон Стёрджес, являвшийся в то время ведущим сценаристом Paramount Pictures, сценарий фильма в соавторстве с кем-то, достоверно не установлено. Однако на черновиках присутствует два имени: Джексон и Стёрджес. Личность первого определить не удалось. Стёрджес закончил сценарий к февралю 1938 года. В окончательную версию также вошли поэмы Вийона в собственном переводе Стёрджеса.
Съёмки фильма продолжались с 12 мая до середины июля 1938 года Ральф Фолкнер, игравший стражника, также исполнял обязанности постановщика трюков и учил актеров фехтованию. В батальных сценах было задействовано около 900 человек массовки, одну из этих сцен режиссёр из финальной редакции фильма вырезал Рекламным слоганом фильма стала фраза: «Его любовь опасна как его шпага» (англ. His Love-Making was as Dangerous as His Sword-Play).

## Награды и номинации
Фильм был номинирован на четыре премии «Оскар»:
- за лучшую мужскую роль второго плана — Бэзил Рэтбоун
- за лучшую работу художника-постановщика — Ханс Драйер и Джон Б. Гудман
- за лучшую музыку — Рихард Хагеман
- за лучший звук — Лорен Л. Райдер

Ханс Драйер ранее номинировался на «Оскар» за фильм «Король-бродяга» (1930) — ту же историю, рассказанную в жанре мюзикла.

## Другие версии
Пьеса Маккарти была впервые поставлена на Бродвее в 1901 года и до 1916 года возобновлялась пять раз. Первая экранизация состоялась в 1920 году.
В 1925 году композитор Рудольф Фримль и либреттисты Брайан Хукер и У. Х. Пост превратили пьесу в успешную бродвейскую оперетту The Vagabond King, в которую вошли арии "Only a Rose", "Some Day" и "Song of the Vagabonds". Оперетту дважды переносили на экраны: в 1930, с Жанет Макдональд и Деннисом Кингом в заглавных партиях, и в 1956, когда режиссёром выступил Майкл Кёртис. Оба фильма отличались лишь частичным использованием оригинальной музыки Рудольфа Фримля.
История Франсуа Вийона также рассказана в фильме «Любимый плут» (1927) с Джоном Берримором в главной роли.
Радиопостановка на основе фильма прозвучала в эфире Люкс-Радио 16 октября 1939 года, главную роль исполнил Дуглас Фэрбэнкс-младший. Радио Academy Award Theater поставило пьесу 11 мая 1946 года; роль Вийона, как и в фильме, исполнял Рональд Колман.
Фильм и пьеса никак не связаны с комической оперой Адольфа Адама «Si j'étais roi» («Если бы я был королём»).